# Трипоље
Трипоље (укр. Трипі́лля) је село у Обукховском округу Кијевске области у Украјини, око 40 км далеко од Кијева. 

## Историја
У писаним документима се спомиње 1093. године у вези са битком кнеза Сватоплука I. У XII веку Трипоље је било седиште принчева Трипољских. У то време био је окружен великим зидинама и служио је као заштита од најезде номадских племена. Према уговору из Андрусова 1667. Трипиље је припало Русији.
Назив места потиче од локације јер се Трипоље налази се на ушћу трију река Стугне, Красној и Бобритса које формирају три речна корита - "три поља".
Године 1897. археолог Викентије Кхвоик пронашао је у близини Трипоља материјалне остатке енеолитске културе, која је по месту откривања названа Трипољска култура.